# Acanthella ligulata
Acanthella ligulata är en svampdjursart som först beskrevs av Burton 1928. Acanthella ligulata ingår i släktet Acanthella och familjen Dictyonellidae.
Artens utbredningsområde är Myanmar. Inga underarter finns listade i Catalogue of Life.